# Hotel Art we Wrocławiu

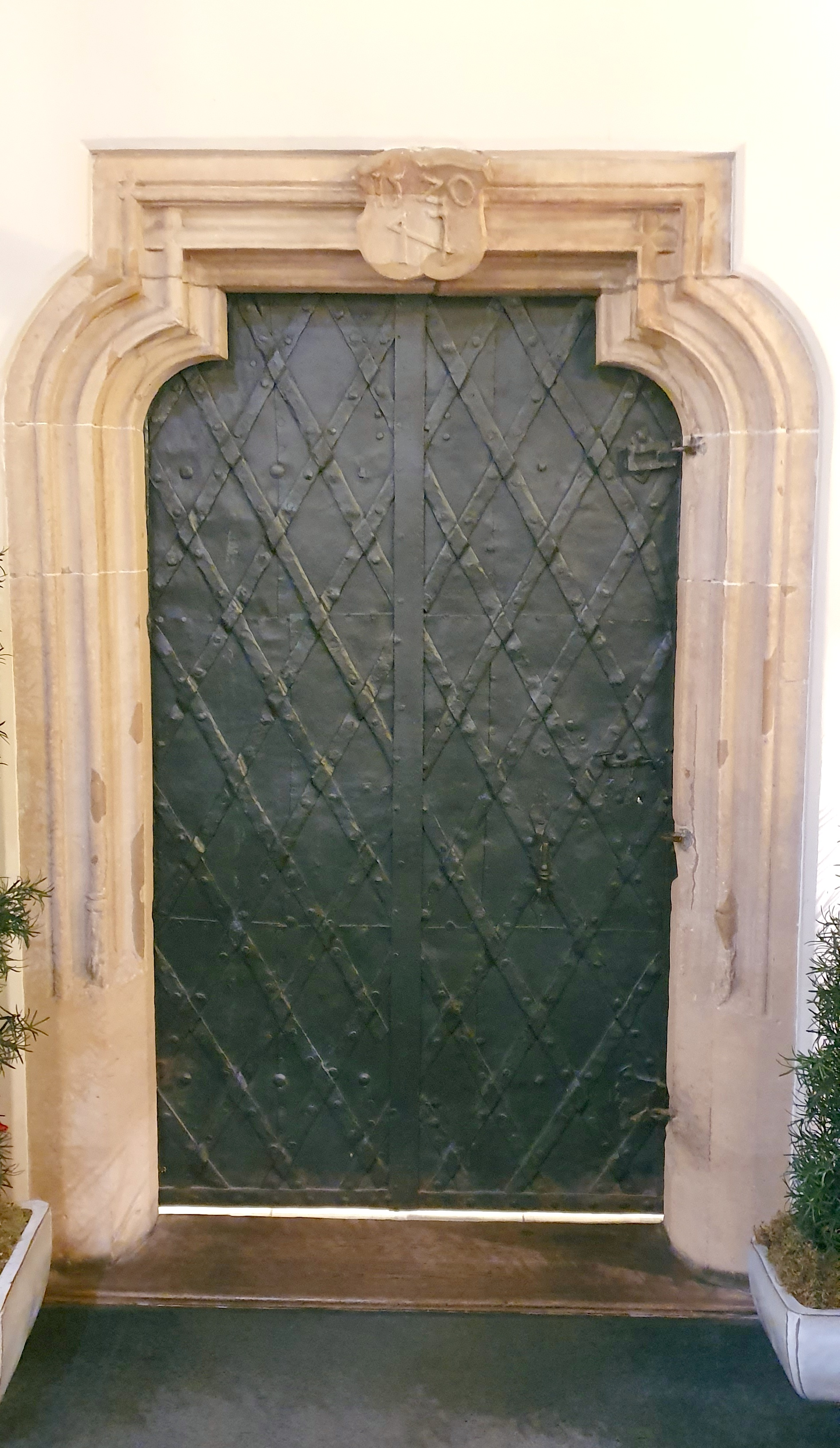
Wewnętrzny portal z datą 1520

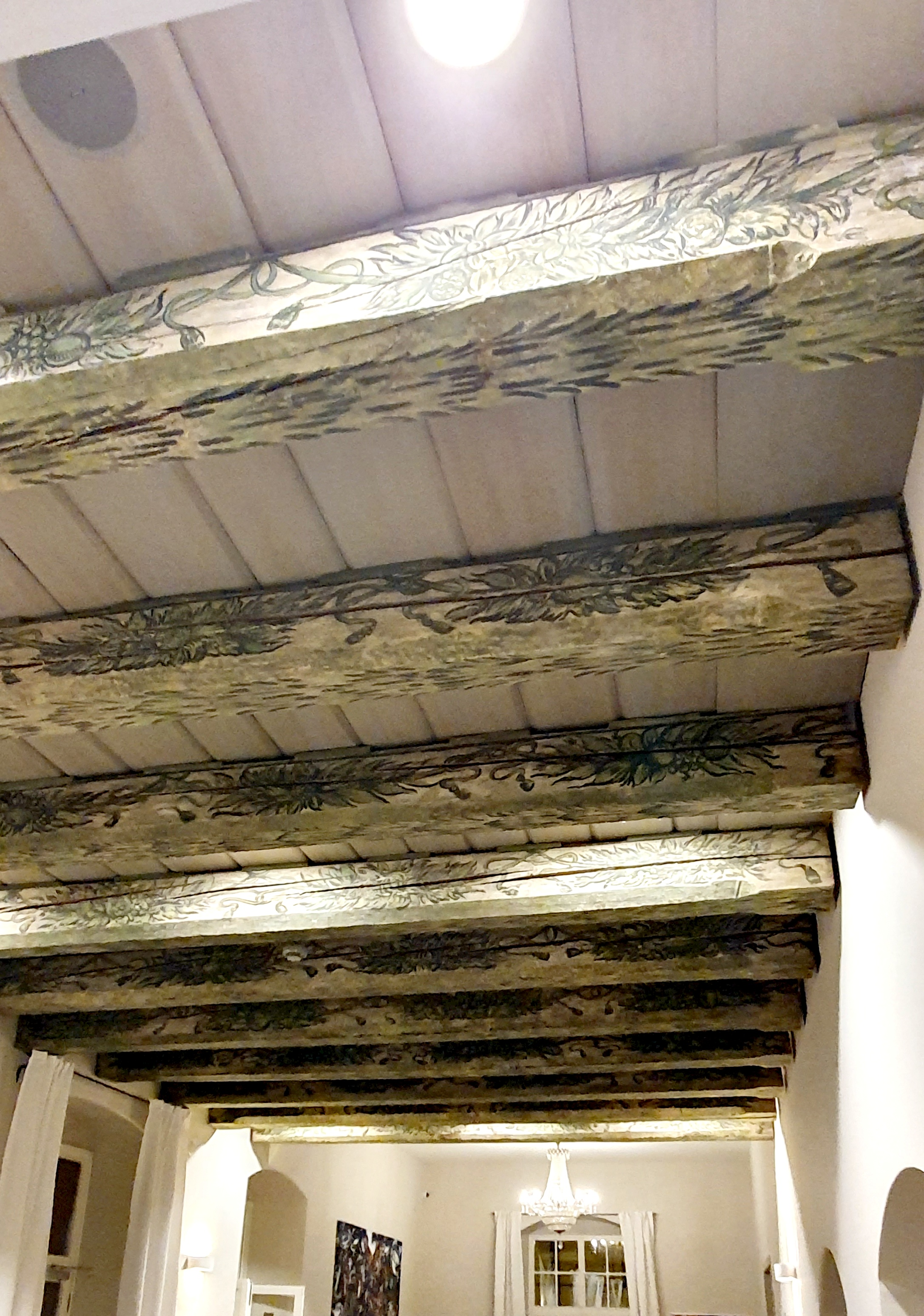
Sufit na I piętrze

Hotel Art – czterogwiazdkowy hotel zajmujący dwie zabytkowe kamienice o średniowiecznym rodowodzie znajdujący się przy ulicy Kiełbaśniczej we Wrocławiu.  
Hotel mieści się w dwóch sąsiadujących ze sobą kamienicach różniących się od siebie liczbą kondygnacji, liczbą traktów i rodowodem: w narożnej przez ponad 200 lat znajdowała się drukarnia, a kamienica nr 22 funkcjonowała jako dom parafialny.    

## Historia i opis architektoniczny kamienic

### Kamienica nr 20
Kamienica znajduje się na działce narożnej przy ul. Kiełbaśniczej i ul. Łaziennej. Pierwszy budynek został wzniesiony w średniowieczu, w XIV wieku. Był to wówczas czterokondygnacyjny, jednoizbowy budynek z frontem od ulicy Kiełbaśniczej. W drugiej połowie XIV wieku oraz w 1520 roku kamienica została rozbudowana. Dodano do niej wówczas skrzydło północne od ul. Łaziennej, a w 1549 roku skrzydło południowe; w ten sposób zyskała klasyczny kształt narożnej patrycjuszowskiej kamienicy. 
Obecnie jest to trzykondygnacyjna, dwutraktowa, trójskrzydłowa, kalenicowa od ul. Kiełbaśniczej i kalenicowo-szczytowa od ulicy Łaziennej kamienica z wewnętrznym dziedzińcem. Dziedziniec połączony jest z frontem kamienicy sienią przejazdową wychodzącą w osi siedmioosiowej elewacji od strony ulicy Kiełbaśniczej. Sień przejazdowa od tej strony zakończona jest portalem datowanym na 1800 rok. Sień, jak i wnętrza nakryte są sklepieniami sieciowym, kolebkowymi i kolebkowymi z lunetami, w piwnicy wspartymi na środkowym filarze. 
Wejście do budynku znajduje się w drugiej osi od strony południowej. Okna na pierwszej kondygnacji otoczone są fasciowymi opaskami. We wnętrzu budynku zachowały się sieciowe sklepienia skarbca, malowane renesansowe stropy, wczesnobarokowy (z 3. ćw. XVII wieku) wystrój sztukatorski sufitu oraz renesansowe kolumny międzyokienne na I piętrze z 1549 roku i dwa profilowane portale w sieni z gmerkami i datą „1520”. Do momentu remontu budynek był zakończony więźbą dachową datowaną na 1549 rok i sygnowaną nazwiskiem Melchiora Solcza (Michaela Scholtza). W 1933 roku w kamienicy przeprowadzono kolejne przebudowy wnętrza.  
W kamienicy od 1658 roku funkcjonowała, przeniesiona przez Andreasa Assiga, drukarnia Baumannów będąca kontynuatorem oficyny Szarffenbergów (Baumannische Erben Druckerey). W tym celu wnętrza kamienicy zostały przebudowane. Przez kolejne stulecia spadkobiercy drukarni kontynuowali jej działalność pod tym adresem: w 1729 roku drukarnię objął Samuel Grass (Grassische Druckerei), a w 1799 roku znajdowała się tu drukarnia Bartha (od 1802 roku Grass & Barth) kierowana przez Johana Augusta Bartha. W 1842 roku, gdy drukarnię przejął H. Barth, kamienica została poddana gruntownej przebudowie: w budynku mieściło się wydawnictwo, drukarnia, odlewnia czcionek i księgarnia. W 1843 roku drukarnię dzierżawił W. F. Bartha, który od 1855 roku stał się jej właścicielem. W tym samym roku zmieniono nazwę na Grass, Barth, u. Co. Kolejne pokolenia prowadziły drukarnię do 1945 roku.    
Według Jana Harasimowicza kamienica ta należy do najbardziej wartościowych zabytków architektury mieszczańskiej Śląska.

### Kamienica nr 21/22
Pierwotnie na wydłużonej działce nr 21/22 znajdowały się trzy budynki ciągnące się od ulicy Kiełbaśniczej do ulicy Rzeźniczej (w 1. połowie XVIII w.). Budynek frontowy zamieszkiwał pastor kościoła pw. św. Elżbiety; budynek środkowy z 1. połowy XIX wieku, pełnił funkcję domu weselnego, a budynek przy ul. Rzeźniczej był stajnią. Od strony ul. Kiełbaśniczej znajdował się dodatkowo dziedziniec, a w nim ogród. Kamienica, funkcjonująca jako dom parafialny parafii św. Elżbiety, została wzniesiona w 1896 roku, a jej projektantem był architekt Felix Henry. Taką funkcję pełniła do 1945 roku.
Kamienica ma formę czterokondygnacyjnego budynku, trzytraktowego z dwuspadowym dachem w układzie kalenicowym z dwoma facjatami szczytowymi o własnym dachu dwuspadowym. Asymetryczna fasada została podzielona na cztery osie potrójnych i podwójnych okien. Oś południowa została dodatkowo zaakcentowana dwukondygnacyjnym wykuszem. Ściana frontowa została wykonana z cegły klinkierowej i wzbogacona tynkowanymi naśladującymi kamień elementami architektonicznymi utrzymanymi w stylu neogotyckim, m.in. z: masywnymi kroksztynami wykusza, laskowanymi obramieniami otworów okiennych i drzwiowych zamkniętych łukiem w ośli grzbiet, maswerkiem portalu i sterczynami szczytu oraz w stylu neorenesansowym z charakterystycznymi dla tego okresu ceglanymi licowaniami ścian i dekoracją sgraffitową. W widocznym fryzie między pierwszą a drugą kondygnacją oraz w płycinach pod i nadokiennych umieszczone zostały secesyjne ornamenty z motywami zwierzęcymi i roślinnymi. Zachowały się również dekoracje malarskie z dwukrotnie powtórzonymi datami rocznymi "1520" oraz z gmerkami i symbolami literowymi „GLMWZ”, „B”, „C”. W budynku zachowano dwubiegunową klatkę schodową z kutą balustradą oraz ornamentowane stiukową dekoracją fasety.

## Hotel Art
Od 1945 do 1995 roku kamienice nie były remontowane, a ich stan był bliski ruiny. W latach 1995–1996 gruntownie odnowiono kamienicę nr 20, a rok później połączono budynek z kamienicą nr 21/22. Inwestorem było Stowarzyszenie Architektów Polskich, a projektantem był zespół architektów z Dorotą Jarodzką-Śródką i Kazimierzem Śródką. Nowo powstały czterogwiazdkowy hotel posiada siedemdziesiąt siedem klimatyzowanych pokoi na sto czterdzieści dwa miejsca. W hotelu znajduje się restauracja, kawiarnia, pięć sal konferencyjnych i podziemny garaż na trzydzieści dwa auta. W części parterowej znajduje się Pasaż Słońca.